# Károlyi Fülöp Béla
Károlyi Fülöp Béla (Kolozsvár, 1939. július 23. – Orosháza, 2013. november 9.) magyar közíró, tanár, költő. Az Orosházi Táncsics Mihály Gimnázium igazgatója volt egy évtizeden át (1986–1996). Ezenkívül Békés megye kulturális életének meghatározó alakja, a Magyarságtábor megalkotója.

## Életútja
1939. július 23-án Kolozsvárott látta meg a napvilágot. Később a családja 1949-ben Nagykárolyra költözött. Az érettségit követően vasöntőnek tanult. Ez alatt felvételizett a kolozsvári Tudományegyetemre. 1956 és 1959 között jogi képzésen tanult, ezt később abbahagyta. Ennek oka az volt, hogy a román lehetett a jogban a kizárólagosan használt nyelv. Ezt követően számos romániai magyar lapban közölt (Előre, Falvak Dolgozó Népe). 1961 és 1967 között filológiát tanult, és magyartanár végzettséget szerzett a Babeş–Bolyai Tudományegyetemen.
1969-ben költözött családjával Magyarországra, azon belül is Orosházára. Eleinte bekapcsolódott a város kulturális életébe. Majd ezzel párhuzamosan 1974-től kezdve az Orosházi Táncsics Mihály Gimnázium és Szakközépiskolában tanított magyar tantárgyat. Később igazgatóhelyettesi, majd egy évtizeden át igazgatói pozícióba került. Az ő irányítása alatt dolgozták ki és vezették be 1991-ben az első nyolc évfolyamos gimnáziumi osztályt az intézményen belül. Eközben folytatta a kulturális élet gyarapítását is. 1990-ben indította el A hónap címet viselő folyóiratot. 1992-től a Helios Alapítvány elnöke volt. A város kulturális életében hatást gyakorolt a határon túli orosházi testvértelepülések számára évente megrendezett magyarságtábor és a Gyopárka tündér mesemondó verseny.
1998-ban stroke-ot és féloldali bénulást diagnosztizáltak nála. Ezt követően még négy évig tanított az Orosházi Evangélikus Gimnáziumban.
2009-ben megkapta az Orosháza városért elismerést. 2013. november 9-én hunyt el hosszan tartó betegségben.

## Családja
1958-ban Orosházára utazása során ismerte meg Szabó Gyöngyike Lenkét, akivel nem sokkal később házasságot kötöttek. Három gyerekük született. Első fiuk, Csaba 1963-ban látta meg a napvilágot Nagykárolyon. Jelenleg tanári pályán van. Apjával együtt közösen jelentette meg 2013-ban Csavargókönyv című munkájukat.

## Főbb művei
A műveit főleg hely- és művelődéstörténet vonatkozásában írta.
- Az orosházi Dózsa Termelőszövetkezet története 1949-1974. Orosháza: Dózsa Termelőszövetkezet, 1974.
- Hétköznapok. Orosháza: A hónap szerkesztősége, 1991.
- Fenyő a Hegyen. Orosháza: Helios, 1995.
- Gyopárosfürdő. Orosháza: Helios, 1998.
- A gimnázium története Orosházán 1933-1998. (Keller József és Blahó János mellett) Orosháza: Táncsics Mihály Gimnázium és Szakközépiskola, 1999.
- Zuhanórepülésben: Vallomások könyve. Orosháza: Helios, 2000.
- Ízes Orosháza - Régi és mai finom ételek. Orosháza: Mikula János, 2008.
- Fényjelek, szójelek, énekek. Orosháza: Helios, 2008.
- Orosházi libalakoma. Orosháza, 2009.
- Orosházi disznótorok hajdanában és napjainkban. Orosháza: Helios, 2010.
- Amadeus kávéház: kisvárosi történetek (karcolatok, novellák). Békéscsaba: Magyar Téka Erkel Sándor Könyvesház, 2011.
- Orosházi csudafa : mesék gyerekeknek és felnőtteknek. Orosháza: Helios, 2012.
- Csavargókönyv/Ne búsulj... (versek és egyéb írások). Orosháza: Helios, 2013. (Fülöp Csaba Attilával közösen)

## Díjai
- Táncsics-díj (1998)
- Darvas-díj (1998)
- Pro Novo Kiadó meseíró pályázat országos II. díj (2006)
- Orosháza városért elismerés (2009)